# مرکوری، نایترو و ملینا (تگ تیم)
تیم ام ان ام (به انگلیسی: MNM)، یک گروه کشتی حرفه‌ای در کمپانی WWE می‌باشد و از جانی نایترو، جویی مرکوری و ملینا پرز تشکیل شده بود.
آن‌ها در طول فعالیت خود توانستند چند بار قهرمانان کمربندهای تگ تیم (نایترو و مرکوری) و قهرمان کمربند زنان (ملینا) بشوند.

## دوران ورزشی

### افتخارات
- قهرمانی تگ تیم OVW برای ۱ بار (نایترو و مرکوری)
- قهرمانی تگ تیم WWE برای ۳ بار (نایترو و مرکوری)[۱]
- قهرمانی کمربند زنان WWE برای ۱ بار (ملینا)[۲]
- مجله PWI آن‌ها را بهترین تیم سال ۲۰۰۵ نامید[۳]